# San Colombano Certenoli
San Colombano Certènoli (ligurisch San Comban) ist eine italienische Gemeinde in der Metropolitanstadt Genua mit 2666 Einwohnern (Stand 31. Dezember 2023).

## Lage
Das Gemeindegebiet ist sehr weitläufig und umfasst die Zone zwischen dem Passo dell'Anchetta und dem Monte Ramaceto (1345 Meter).
Die Orografie des Territoriums beinhaltet Talsohlen, in denen dank guter Bewässerungseigenschaften Wein angebaut werden kann, und Berglandschaften, wie zum Beispiel die Hänge des höchsten Gipfels des Valle Fontanina, dem Monte Ramaceto.
San Colombano Certenoli bildet mit 16 weiteren Kommunen die Comunità Montana Fontanabuona.

## Quellen

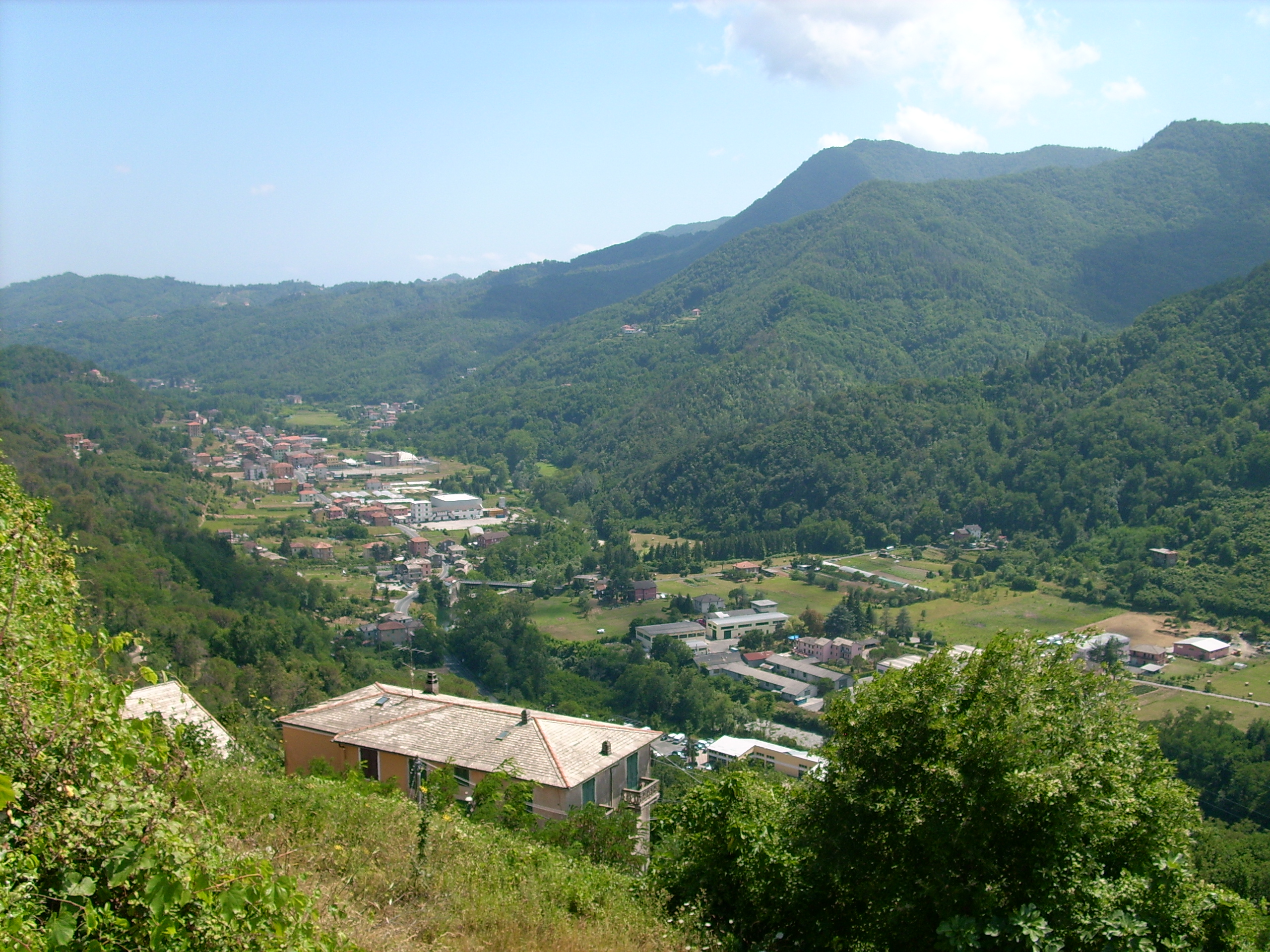
San Colombano Certenoli